# Will John
Will John (Overland Park, Kansas, 13 de junio de 1985) es un exjugador de fútbol estadounidense. 

## Trayectoria

### Clubes
| Club                  | País           | Año       |
| --------------------- | -------------- | --------- |
| Kansas City Brass     | Estados Unidos | 2003-2004 |
| Chicago Fire          | Estados Unidos | 2005      |
| Sporting Kansas City  | Estados Unidos | 2005-2007 |
| Randers FC            | Dinamarca      | 2007-2008 |
| FK Cukaricki          | Serbia         | 2008      |
| MŠK Žilina            | Eslovaquia     | 2008-2009 |
| NK Vinogradar         | Croacia        | 2009-2011 |
| MS Ashdod             | Israel         | 2012      |
| FK Oleksandria        | Ucrania        | 2012      |
| Missouri Comets       | Estados Unidos | 2012      |
| AZAL PFC Baku         | Azerbaiyán     | 2012-2014 |
| MAS Fez               | Marruecos      | 2014-2015 |
| RoPS Rovaniemi        | Finlandia      | 2015-2016 |
| FC Locomotive Tbilisi | Georgia        | 2018-2019 |
| Jarun Zagreb          | Croacia        | 2021-2022 |

## Selección nacional
John fue miembros de las selecciones juveniles Sub-14, Sub-16 y Sub-20 de los Estados Unidos. Disputó el Copa Mundial de Fútbol Sub-20 de 2005.